# Cyrtophora guangxiensis
Cyrtophora guangxiensis là một loài nhện trong họ Araneidae.
Loài này thuộc chi Cyrtophora. Cyrtophora guangxiensis được miêu tả năm 1990 bởi Chang-Min Yin et al..